# سد گورا اپلور
سد گورا اپلور (به لاتین: Gura Apelor Dam) یک سد خاکی در رومانی است که در Hațeg, Hunedoara County واقع شده‌است.